# The Gables Mystery
The Gables Mystery é um filme policial britânico de 1938, dirigido por Harry Hughes e estrelado por Francis L. Sullivan, Antoinette Cellier e Leslie Perrins.
Trata-se de uma adaptação da peça The Man at Six, de Jack Celestin e Jack DeLeon.

## Elenco
- Francis L. Sullivan - Power
- Antoinette Cellier - Helen Vane
- Leslie Perrins - Inspetor Lloyd
- Derek Gorst - Frank Rider
- Jerry Verno - Potts
- Aubrey Mallalieu - Sir James Rider
- Sidney King - Mortimer
- Laura Wright - Sra. Mullins
- Ben Williams - não creditado